# Puinwaaier

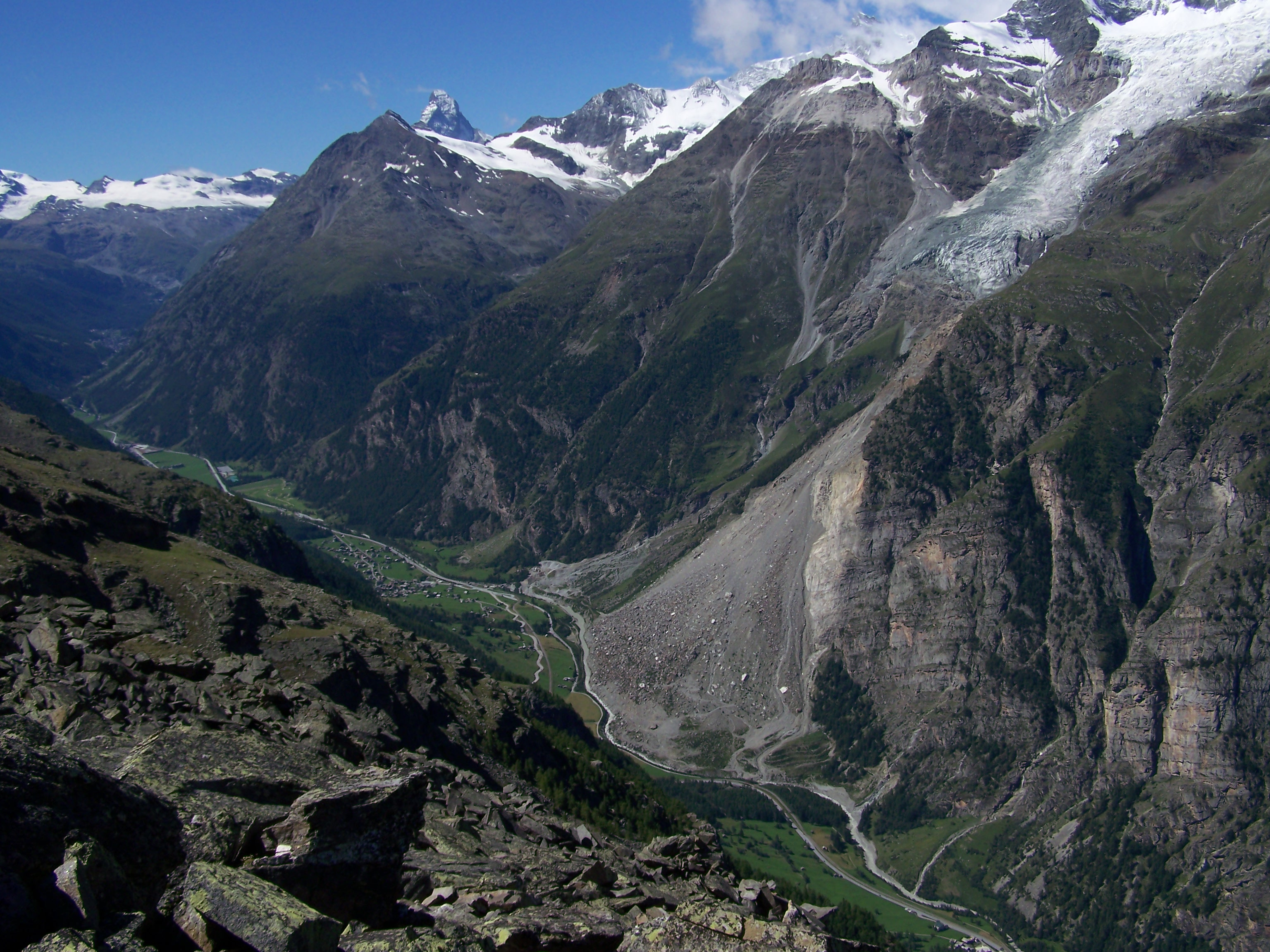
Puinkegel in het Zwitserse Mattertal, veroorzaakt door een aardverschuiving.

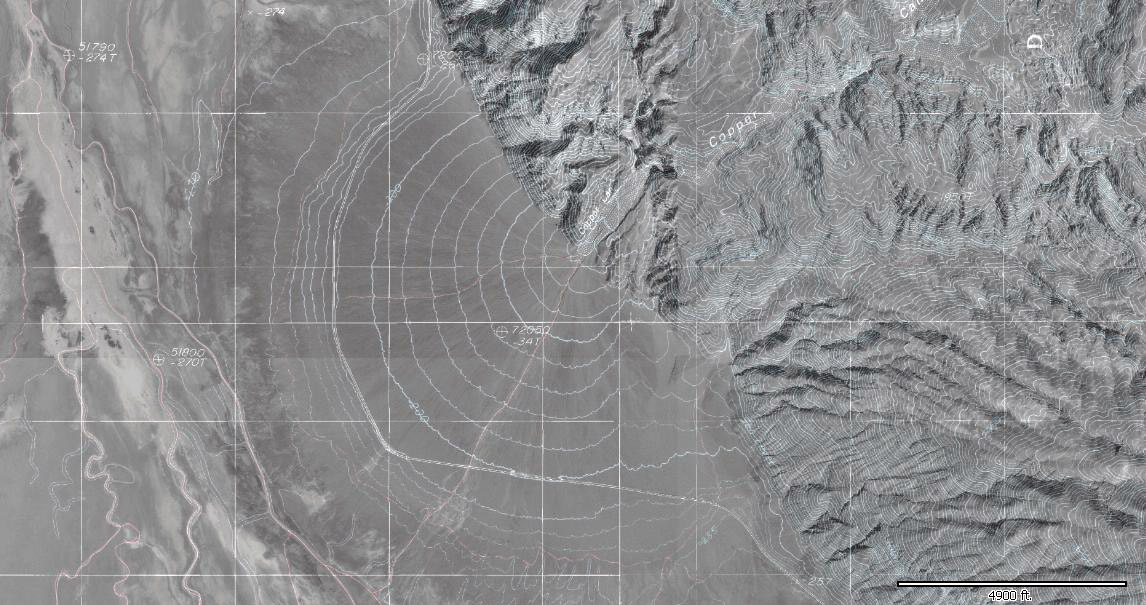
Een puinwaaier in Death Valley, Californië, Verenigde Staten.

Een puinwaaier of puinkegel (de Engelse term wordt ook gebruikt: alluvial fan) is een bepaald type afzettingsmilieu van sedimentair gesteente. Puinwaaiers zijn fluviatiele afzettingen, ze hebben een flauwere hellingshoek dan puinkegels. Die worden gevormd door massabewegingen als lawines en hebben daardoor een steilere hellingshoek.

## Eigenschappen
Puinwaaiers worden meestal proximaal afgezet, oftewel dicht bij het achterland van het gesteente. Hierdoor wordt een puinwaaier gekenmerkt door grove klasten. De bron is meestal een snelstromende rivier in een gebergte. Wanneer die rivier een groter bekken bereikt, dan wordt het sediment uitgewaaierd over dat bekken. Een voorbeeld is de Malser Haide, de grootste puinwaaier in de Alpen.
Puinwaaiers kunnen ook gevormd worden in niet-continentale gebieden, bijvoorbeeld aan de rand van de Rode Zee, waar rivieren die naar de Rode Zee stromen, hun materiaal gelijk afzetten langs de steile randen van deze slenk. Voorbeelden van puinwaaiers in Nederland zijn onder meer te vinden langs de randen van de Veluwe en het Montferland.